# Henry Harland
Henry Harland (født 1. marts 1861 i New York, død 20. december 1905 i Sanremo, Italien) var en amerikansk romanforfatter.
Han gjorde sig under pseudonymet Sydney Luska kendt ved et par romaner Mrs. Peixada og The Yoke of the Thorah, der indvandt et nyt område for den amerikanse litteratur ved at skildre jødiskt liv i New York. Han fortsatte senere med en række skitser og mindre fortællinger fra det samme område. I 1890 rejste han til England, hvor han 1893 gjorde lykke med en samling skitser: Mademoiselle Miss and other Stories. Hans mest læste bog The Cardinals Snuff-box udkom 1900. Den er oversat til dansk.